# Eurodryas barraguéi
Eurodryas barraguéi är en fjärilsart som beskrevs av Betz 1956. Eurodryas barraguéi ingår i släktet Eurodryas och familjen praktfjärilar. Inga underarter finns listade i Catalogue of Life.